# Oberlauf und Nebenbäche der Mümling
Oberlauf und Nebenbäche der Mümling este o arie protejată (arie specială de conservare — SAC, sit de importanță comunitară — SCI) din Germania întinsă pe o suprafață de 93,75 ha, integral pe uscat.

## Localizare
Centrul sitului Oberlauf und Nebenbäche der Mümling este situat la coordonatele 49°37′25″N 8°55′30″E / 49.6236°N 8.925°E.

## Înființare
Situl Oberlauf und Nebenbäche der Mümling a fost declarat sit de importanță comunitară în noiembrie 2004 pentru a proteja 1 specie de animale. Situl a fost protejat și ca arie specială de conservare în martie 2008.

## Biodiversitate
Situată în ecoregiunea continentală, aria protejată conține 2 habitate naturale: Cursuri de apă de la nivel de câmpie la nivel montan, cu vegetație Ranunculion fluitantis și Callitricho-Batrachion, Păduri aluvionare cu Alnus glutinosa și Fraxinus excelsior (Alno-Padion, Alnion incanae, Salicion albae).
La baza desemnării sitului se află o specie protejată de  pești: cicar (Lampetra planeri).